# Echinocereus pectinatus
Echinocereus pectinatus  es una especie de planta fanerógama de la familia Cactaceae. Es endémica de Chihuahua y Sonora  en México y Arizona, Nuevo México y Texas en Estados Unidos. Es una especie común en lugares localizados.

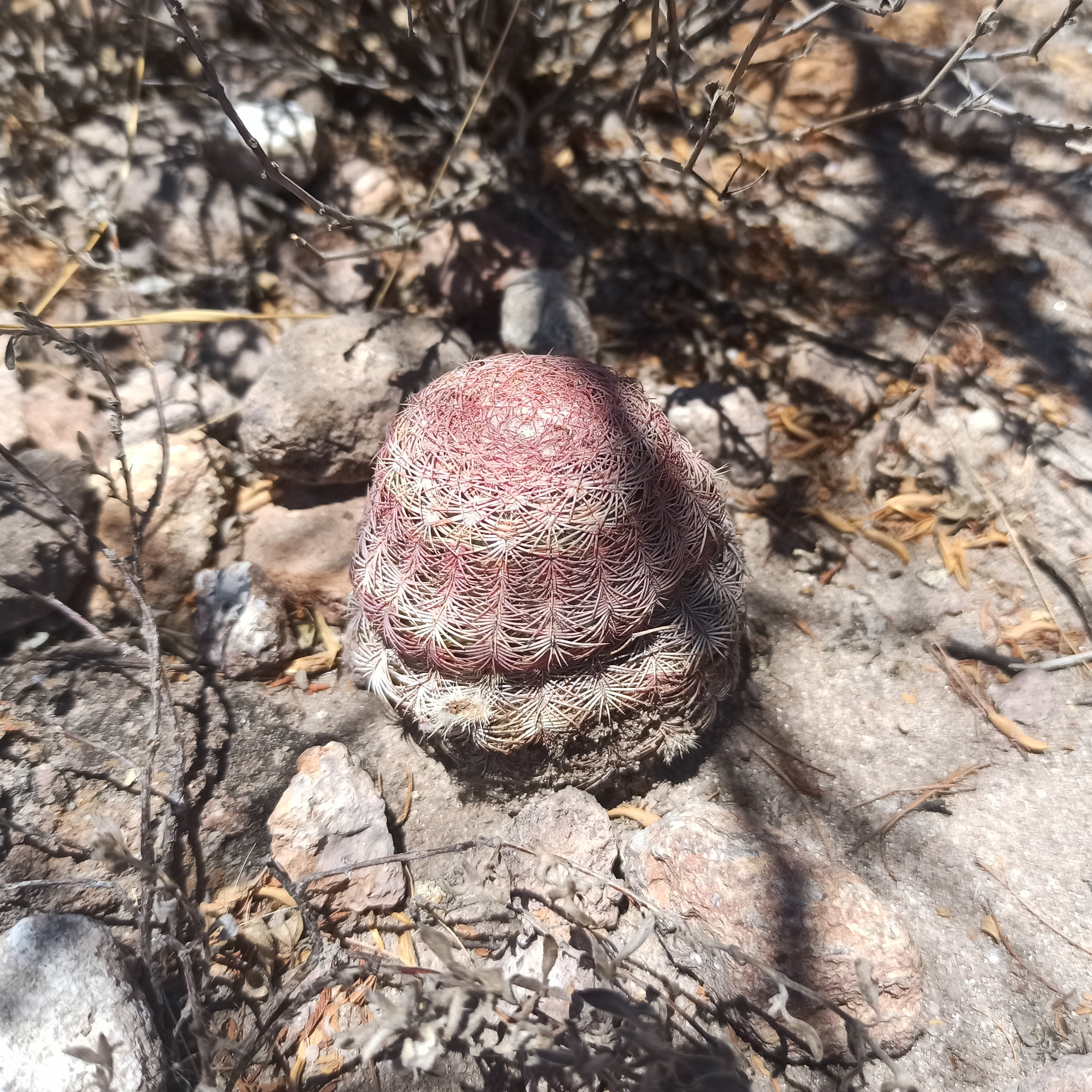
Echinocereus pectinatus

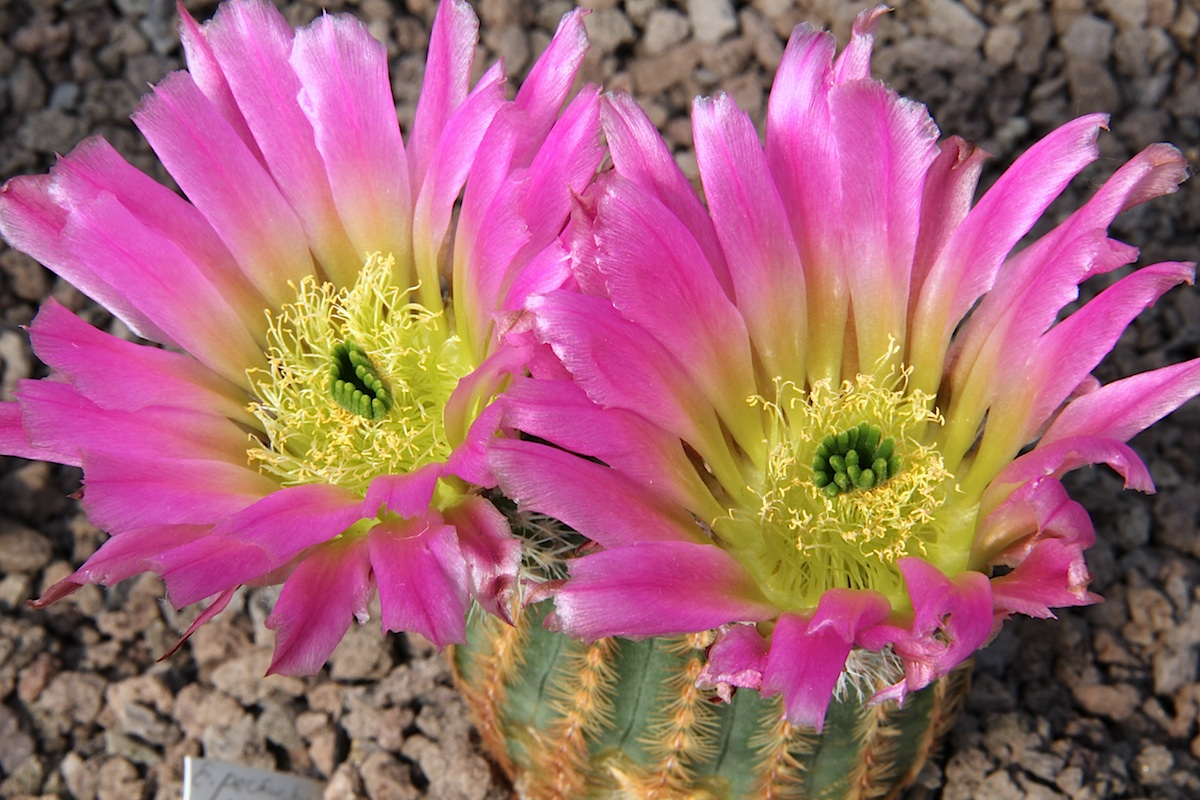
Detalle de la flor

## Descripción
Echinocereus pectinatus crece erecta, con forma esférica para cilíndrica, generalmente de forma individual y alcanza un tamaño de 8 a 35 cm de largo y 3 a 13 centímetros de diámetro. El cuerpo de la planta tiene forma de peine de espinas que conforman zonas blancas y rosadas. Tiene 12 a 23  costillas.  Las 12 a 30 espinas radiales están dirigidas en forma de un peine en dos lados, ligeramente recurvados y son de 5 a 15 milímetros de largo de color blanco para tinte rosa. Las 1-5  espinas centrales, varían en color desde el rosa, amarillo a marrón y tienen entre 1 a 25 milímetros de largo. Las flores aparecen en el lado del tronco  en forma de embudo y son de 5 a 15 centímetros de diámetro y de color rosa oscuro. El tubo de la flor es tomentoso con espinas blancas desde el exterior. Los frutos son morados y carnosos con forma elíptica y espinosos.

## Taxonomía
Echinocereus pectinatus fue descrita por (Scheidw.) Engelm. y publicado en Memoir of a Tour to Northern Mexico: connected with Col. Doniphan's Expedition in 1846 and 1847 109. 1848.
Etimología
Echinocereus: nombre genérico que deriva del griego antiguo: ἐχῖνος (equinos), que significa "erizo", y del latín cereus que significa "vela, cirio" que se refiere a sus tallos columnares erizados.
pectinatus: epíteto latíno que significa "como un peine"
Variedad aceptada
- Echinocereus pectinatus var. wenigeri L.D.Benson

Sinonimia
- Cereus dasyacanthus var. minor Engelm.
- Cereus dasyacanthus var. neomexicanus J.M.Coult.
- Cereus pectinatus (Scheidw.) Engelm.
- Echinocactus pectinatus Scheidw.
- Echinocactus pectiniferus Lem.
- Echinocactus pectiniferus var. laevior Lem.
- Echinopsis pectinata (Scheidw.) J.H.Fennell
- Echinopsis pectinata var. laevior Monv. ex C.F.Först[5]